# 佛罗里达 (智利)

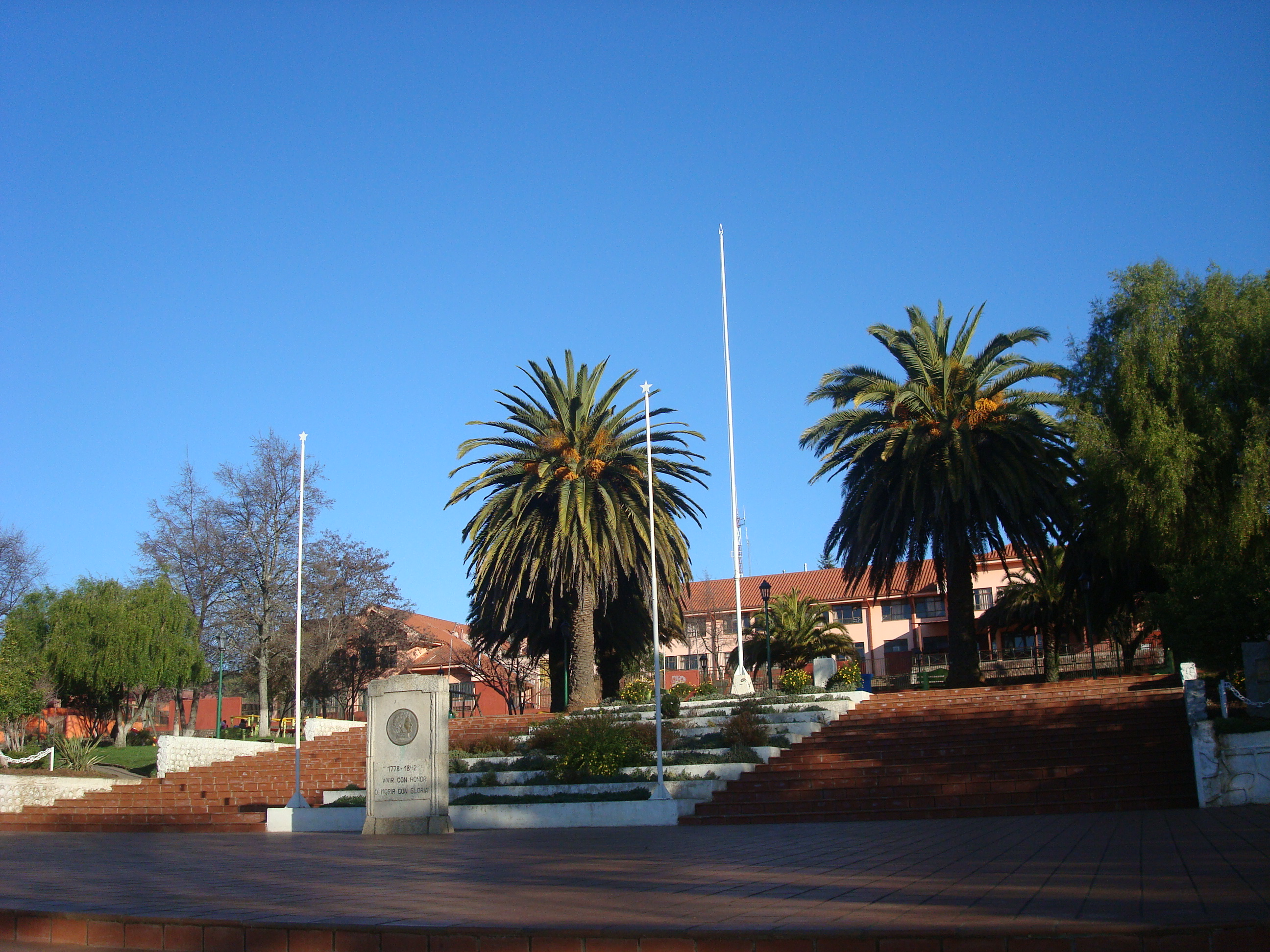

佛罗里达（西班牙語：Florida），是智利的城鎮，位於該國中部比奧比奧大區的康賽普西翁省，始建於1755年1月16日，面積609平方公里，海拔高度259米，2012年人口8,916人，人口密度每平方公里15人。